# Bosc Comunal de Fontpedrosa
El Bosc Comunal de Fontpedrosa és un bosc de 21,03 ha d'extensió del terme comunal de Fontpedrosa, a la comarca del Conflent (Catalunya del Nord).
Està situat al sud del terme de Fontpedrosa, a la dreta de la Ribera de Noedes, territori essencialment obac. Té el codi d'identificació de l'ONF F16281E.
El bosc està sotmès a una explotació gestionada per l'Office National des Forêts (ONF), malgrat que la propietat del bosc és del comú de Fontpedrosa. En el terme de Fontpedrosa hi ha també el Bosc Estatal de Fontpedrosa.